# Bulgária nos Jogos Olímpicos de Inverno de 2018
A Bulgária participou dos Jogos Olímpicos de Inverno de 2018, realizados na cidade de Pyeongchang, na Coreia do Sul.
O país fez sua vigésima aparição em Olimpíadas de Inverno desde que estreou nos Jogos de 1936, em Garmisch-Partenkirchen. Sua delegação foi composta por 21 atletas que competiram em seis esportes.

## Desempenho

### Biatlo
Feminino
| Atleta                                                             | Evento      | Final     | Final       | Final   |
| Atleta                                                             | Evento      | Tempo     | Penalidades | Posição |
| ------------------------------------------------------------------ | ----------- | --------- | ----------- | ------- |
| Desislava Stoyanova                                                | Velocidade  | 24:54.3   | 5 (2+3)     | 76º     |
| Desislava Stoyanova                                                | Individual  | 50:25.9   | 7 (2+2+2+1) | 79º     |
| Emilia Yordanova                                                   | Velocidade  | 23:50.0   | 1 (1+0)     | 60º     |
| Emilia Yordanova                                                   | Perseguição | 37:04.3   | 6 (2+1+3+0) | 55º     |
| Emilia Yordanova                                                   | Individual  | 50:56.3   | 6 (4+0+1+1) | 82º     |
| Stefani Popova                                                     | Individual  | 50:20.3   | 5 (1+0+2+2) | 77º     |
| Daniela Kadeva                                                     | Velocidade  | 24:39.2   | 3 (2+1)     | 72º     |
| Daniela Kadeva                                                     | Individual  | 46:52.7   | 3 (0+0+1+2) | 53º     |
| Milena Todorova                                                    | Velocidade  | 25:33.6   | 2 (1+1)     | 84º     |
| Daniela Kadeva Stefani Popova Desislava Stoyanova Emilia Yordanova | Revezamento | 1:14:38.0 | 11 (4+7)    | 16º     |

Masculino
| Atleta                                                        | Evento      | Final   | Final       | Final   |
| Atleta                                                        | Evento      | Tempo   | Penalidades | Posição |
| ------------------------------------------------------------- | ----------- | ------- | ----------- | ------- |
| Krasimir Anev                                                 | Velocidade  | 25:08.8 | 2 (1+1)     | 37º     |
| Krasimir Anev                                                 | Perseguição | 37:57.9 | 5 (0+0+3+2) | 45º     |
| Krasimir Anev                                                 | Individual  | 50:41.8 | 1 (0+0+0+1) | 25º     |
| Dimitar Gerdzhikov                                            | Velocidade  | 26:47.9 | 4 (2+2)     | 81º     |
| Dimitar Gerdzhikov                                            | Individual  | 52:12.0 | 3 (2+0+1+0) | 43º     |
| Vladimir Iliev                                                | Velocidade  | 25:42.7 | 4 (0+4)     | 54º     |
| Vladimir Iliev                                                | Perseguição | 38:08.7 | 7 (1+3+2+1) | 46º     |
| Vladimir Iliev                                                | Individual  | 50:25.9 | 3 (0+1+1+1) | 19º     |
| Anton Sinapov                                                 | Velocidade  | 25:47.9 | 3 (2+1)     | 56º     |
| Anton Sinapov                                                 | Perseguição | 40:49.1 | 8 (0+1+3+4) | 60º     |
| Anton Sinapov                                                 | Individual  | 54:48.4 | 5 (0+2+0+3) | 71º     |
| Krasimir Anev Dimitar Gerdzhikov Vladimir Iliev Anton Sinapov | Revezamento | LAP     | 16 (6+10)   | 16º     |

Misto
| Atleta                                                       | Evento      | Final     | Final       | Final   |
| Atleta                                                       | Evento      | Tempo     | Penalidades | Posição |
| ------------------------------------------------------------ | ----------- | --------- | ----------- | ------- |
| Emilia Yordanova Daniela Kadeva Krasimir Anev Vladimir Iliev | Revezamento | 1:12:31.7 | 11 (0+11)   | 17º     |

### Esqui alpino
Feminino
| Atleta        | Evento         | Descida 1 | Descida 2 | Total   | Pos. |
| ------------- | -------------- | --------- | --------- | ------- | ---- |
| Maria Kirkova | Slalom         | 54.87     | 54.14     | 1:49.01 | 35º  |
| Maria Kirkova | Slalom gigante | 1:18.39   | 1:14.38   | 2:32.77 | 40º  |

Masculino
| Atleta        | Evento         | Descida 1 | Descida 2 | Total   | Pos. |
| ------------- | -------------- | --------- | --------- | ------- | ---- |
| Albert Popov  | Slalom         | DNF       | DNF       | DNF     | DNF  |
| Albert Popov  | Slalom gigante | 1:12.39   | 1:11.21   | 2:23.60 | 28º  |
| Kamen Zlatkov | Slalom         | DNF       | DNF       | DNF     | DNF  |
| Kamen Zlatkov | Slalom gigante | 1:17.65   | DNF       | DNF     | DNF  |

### Esqui cross-country
Feminino
| Atleta                     | Evento                | Qualificatória | Qualificatória | Quartas     | Quartas     | Semifinal   | Semifinal   | Final       | Final       |
| Atleta                     | Evento                | Tempo          | Pos.           | Tempo       | Pos.        | Tempo       | Pos.        | Tempo       | Pos.        |
| -------------------------- | --------------------- | -------------- | -------------- | ----------- | ----------- | ----------- | ----------- | ----------- | ----------- |
| Antoniya Grigorova-Burgova | 10 km livre           |                |                |             |             |             |             | 29:32.8     | 66º         |
| Antoniya Grigorova-Burgova | Velocidade individual | 3:59.77        | 66º            | Não avançou | Não avançou | Não avançou | Não avançou | Não avançou | Não avançou |

Masculino
| Atleta                             | Evento                 | Qualificatória | Qualificatória | Quartas     | Quartas     | Semifinal   | Semifinal   | Final       | Final       |
| Atleta                             | Evento                 | Tempo          | Pos.           | Tempo       | Pos.        | Tempo       | Pos.        | Tempo       | Pos.        |
| ---------------------------------- | ---------------------- | -------------- | -------------- | ----------- | ----------- | ----------- | ----------- | ----------- | ----------- |
| Yordan Chuchuganov                 | 15 km livre            |                |                |             |             |             |             | 40:39.6     | 95º         |
| Yordan Chuchuganov                 | Velocidade individual  | 3:32.62        | 68º            | Não avançou | Não avançou | Não avançou | Não avançou | Não avançou | Não avançou |
| Veselin Tzinzov                    | 15 km livre            |                |                |             |             |             |             | 36:17.3     | 36º         |
| Veselin Tzinzov                    | 50 km clássico         |                |                |             |             |             |             | DNF         | DNF         |
| Veselin Tzinzov                    | Velocidade individual  | 3:28.19        | 59º            | Não avançou | Não avançou | Não avançou | Não avançou | Não avançou | Não avançou |
| Yordan Chuchuganov Veselin Tzinzov | Velocidade por equipes |                |                |             |             | 17:38.26    | 12º         | Não avançou | Não avançou |

### Luge
Masculino
| Atleta        | Evento     | Final     | Final     | Final     | Final       | Final    | Final |
| Atleta        | Evento     | Descida 1 | Descida 2 | Descida 3 | Descida 4   | Total    | Pos.  |
| ------------- | ---------- | --------- | --------- | --------- | ----------- | -------- | ----- |
| Pavel Angelov | Individual | 51.569    | 49.449    | 50.094    | Não avançou | 2:31.112 | 37º   |

### Salto de esqui
Masculino
| Atleta             | Evento                  | Preliminar | Preliminar | 1ª rodada | 1ª rodada | Final       | Final       | Final       |
| Atleta             | Evento                  | Pontos     | Pos.       | Pontos    | Pos.      | Pontos      | Total       | Pos.        |
| ------------------ | ----------------------- | ---------- | ---------- | --------- | --------- | ----------- | ----------- | ----------- |
| Vladimir Zografski | Pista normal individual | 118.8      | 17º        | 106.8     | 23º       | 119.7       | 226.5       | 14º         |
| Vladimir Zografski | Pista longa individual  | 94.3       | 31º        | 105.9     | 35º       | Não avançou | Não avançou | Não avançou |

### Snowboard
Feminino
| Atleta             | Evento                  | Preliminar | Preliminar | Oitavas     | Quartas     | Semifinal   | Final       | Final       |
| Atleta             | Evento                  | Tempo      | Pos.       | Posição     | Posição     | Posição     | Posição     | Pos.        |
| ------------------ | ----------------------- | ---------- | ---------- | ----------- | ----------- | ----------- | ----------- | ----------- |
| Teodora Pencheva   | Slalom gigante paralelo | 1:38.63    | 27º        | Não avançou | Não avançou | Não avançou | Não avançou | Não avançou |
| Aleksandra Zhekova | Snowboard cross         | 1:20.23    | 9º         |             | 1º          | 3º          | 6º          | 6º          |

Masculino
| Atleta          | Evento                  | Preliminar | Preliminar | Oitavas     | Quartas     | Semifinal   | Final       | Final       |
| Atleta          | Evento                  | Tempo      | Pos.       | Posição     | Posição     | Posição     | Posição     | Pos.        |
| --------------- | ----------------------- | ---------- | ---------- | ----------- | ----------- | ----------- | ----------- | ----------- |
| Radoslav Yankov | Slalom gigante paralelo | 1:26.04    | 19º        | Não avançou | Não avançou | Não avançou | Não avançou | Não avançou |

Legenda
| Recorde mundial      | Recorde mundial (World record)               |                       | Recorde africano                      | Recorde africano (African) |                                           | Q | Classificado por posição (Qualified) |
| Recorde olímpico     | Recorde olímpico (Olympic record)            | Recorde da América    | Recorde da América (Americas)         | q                          | Classificado por melhor tempo (Qualified) |   |                                      |
| Melhor marca do ano  | Melhor marca do ano (World leading)          | Recorde asiático      | Recorde asiático (Asian)              | DNS                        | Não largou (Did not start)                |   |                                      |
| Recorde nacional     | Recorde nacional (National record)           | Recorde europeu       | Recorde europeu (European)            | DNF                        | Não terminou (Did not finish)             |   |                                      |
| Recorde pessoal      | Recorde pessoal do atleta (Personal best)    | Recorde da Oceania    | Recorde da Oceania (Oceania)          | DSQ / DQ                   | Desclassificado (Disqualified)            |   |                                      |
| Recorde da temporada | Recorde da temporada do atleta (Season best) | Recorde sul-americano | Recorde sul-americano (South America) | NM                         | Sem marca (No mark)                       |   |                                      |